# Bleu ciel
Cet article possède un paronyme, voir Bleu du ciel.

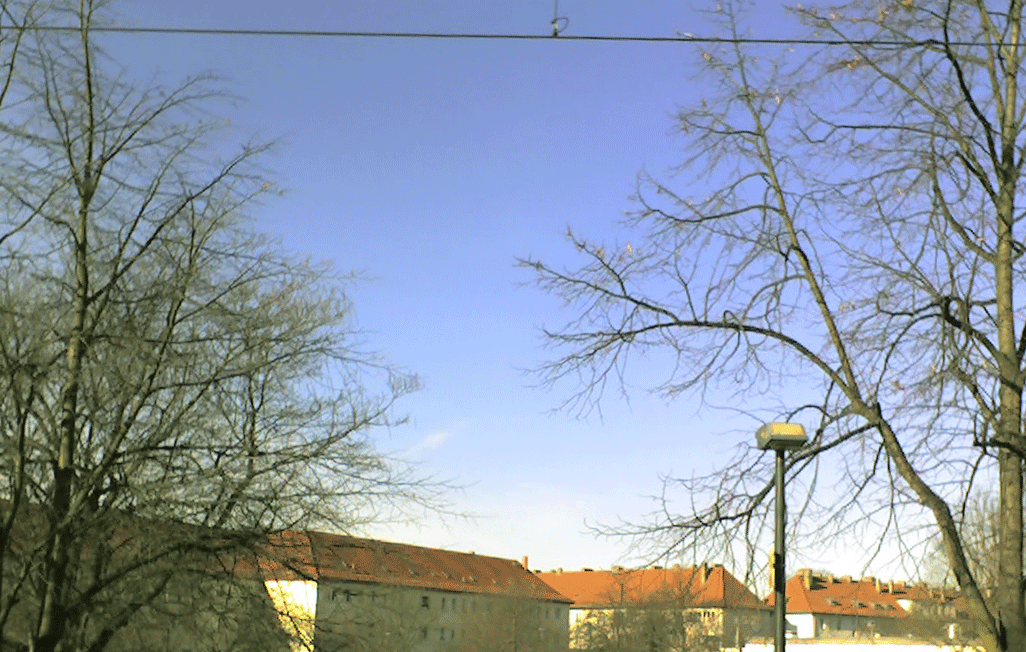
Le terme bleu ciel fait référence à la couleur du ciel.

Bleu ciel est un nom de couleur correspondant à des nuances pâles dans le champ chromatique bleu. C'est « un bleu clair et lumineux » qui se réfère à la couleur du ciel par temps clair, causée par la diffusion de la lumière, en fait très variable.
L'expression bleu ciel est invariable en genre et en nombre, exemple : Une robe, des rubans bleu ciel.

## Nuanciers
Au XIXe siècle Chevreul s'est attaché à définir les couleurs. Il dispose les tons par rapport à ceux d'un cercle chromatique dont les couleurs sont repérées entre elles et par rapport aux raies de Fraunhofer du spectre lumineux, auxquels s'ajoutent du blanc et du noir pour obtenir les diverses luminosités et intensités de coloration. Le bleu de ciel figure parmi les « noms de couleur le plus fréquemment usités dans la conversation et dans les livres » (p. 129). Comparant à son nuancier les bleu ciel ou bleu de ciel disponibles, il les trouve en général de bleu à 3 bleu et de 4 ton à 7 ton, sauf pour le ministère de la Guerre, qui donne ce nom à une teinture bien plus sombre, donnant 3 bleu 14 ton ; « sans aucun doute ce bleu est trop foncé. Le bleu-de-ciel ne doit pas dépasser le 7 ton » (p. 167). La couleur bleue touche à la raie F, correspondant à une longueur d'onde de 486 nm et 3 bleu tend plus vers le violet, au cinquième entre la raie F et la raie G soit environ à 473 nm. Les tons 4 à 7 sont des tons clairs (p. 32), pour retrouver la teinte des tissus bleu ciel examinés par l'auteur, il faut y ajouter beaucoup de blanc ; hypothétiquement on pourrait obtenir la couleur sur soie de M. Guignon à 1 bleu 5 ton, si la couleur sur écran avait la moindre chance de reproduire passablement le brillant de la soie.
Le nuancier RAL présente une couleur bleu ciel (« Himmelblau »), 5015. En général, les bleus ciel sont lavés de blanc.
Le Répertoire de couleurs de la Société des chrysanthémistes (1905) présente un bleu de ciel, avec quatre tons et la définition « […] couleur rappelant celle du ciel pur, en été (sous le climat de Paris) ; ton 1 : vers l'horizon ; ton 4 : au zénith ».
Bleu céleste et cæruleum, synonymes, désignent des pigments ou des mélanges en se référant à la couleur du ciel, avec une définition plus précise que la commune.

## Histoire
Selon une description de 1550, une effigie de la Vierge est vêtue d'une « robe couleur de ciel semée d'étoiles ». En 1584, le dictionnaire de Jean Nicot ne connaît que la couleur azur, du ciel ou de l'eau, donnant pour traduction latine Glaucus, Lasurion ou Cæruleum.
L'expression « bleu ciel » est attestée en 1782 à propos de teinture faisant référence au « bleu de ciel », d'un règlement déjà existant en 1729 au Languedoc, cette province où l'on cultivait la guède ou pastel des teinturiers étant particulièrement intéressée par la teinture en bleu.
Le bleu ciel est devenu la couleur associée aux bébés de sexe masculin, tandis que l'on préconisait le rose pour ceux de sexe féminin, à partir des années 1930.